# Holger Osieck
Holger Osieck (sinh ngày 31 tháng 8 năm 1948) là một cựu cầu thủ và huấn luyện viên bóng đá người Đức. Ông từng dẫn dắt Đội tuyển bóng đá quốc gia Canada từ 1998-2003, Đội tuyển bóng đá quốc gia Úc từ 2010-2013.